# 近衞忠煇
近衞 忠煇（このえ ただてる、1939年5月8日 - ）は、近衞家第32代当主で日本赤十字社名誉社長。国際赤十字・赤新月社連盟（IFRC）会長及び日本赤十字社社長を歴任。特定非営利活動法人　Reach Alternatives（REALs）元顧問、公益財団法人日本国際フォーラム参与。初名は細川 護煇（ほそかわ もりてる）。

## 経歴

### 近衞家の養子に
旧肥後熊本藩細川侯爵家の細川護貞と温子夫人（近衛文麿の次女）の次男として生まれた。兄は細川護熙（第79代内閣総理大臣）。
清泉小学校、栄光学園中学校・高等学校を経て、1962年（昭和37年）に学習院大学政経学部政治学科を卒業（学位：政治学士）。その後、英国のロンドン大学ロンドン・スクール・オブ・エコノミクスヘ留学（国際関係論）。1964年（昭和39年）に帰国。同年より日本赤十字社に入社。
外祖父・近衞文麿の長男で伯父にあたる文隆がシベリア抑留中に死去し、近衞家の当主が不在となったため、1965年（昭和40年）に母の実家である近衞家の養子になった（文隆の夫人・正子の養子）。1966年（昭和41年）に三笠宮崇仁親王の長女・甯子内親王と結婚した。

### 赤十字での活動
近衞の誕生日は赤十字の祖であるアンリ・デュナンの誕生日国際赤十字デー。また、ロンドン留学中に偶然参加した国際赤十字百周年の記念パレードや、帰国途中に訪れた中近東他アフリカ諸国での経験がきっかけとなり、近衞は赤十字事業への関心を強め、1964年（昭和39年）に日本赤十字社に入社以来、約50年にわたり赤十字一筋で国内外の事業に従事。
1970年（昭和45年）バングラデシュ（当時の東パキスタン）救援活動、ナイジェリア戦後復興支援、グアテマラ地震救援、フィリピン火山噴火救援、メキシコ地震救援、旧ユーゴスラビア紛争救援及び、トルコ地震救援、スマトラ沖地震・津波救援など数多くの災害救援、また赤十字が行なう国交がない国への人道的な戦後処理事業等もリーダーシップを発揮して行なった。ジュネーブの国際赤十字・赤新月社連盟（IFRC）ではアジア太平洋地域災害担当部長として勤務。また、血液事業の分野では、国内の事業展開のみならず、タイ赤十字社と共同でアジア地域赤十字・赤新月血液事業シンポジウムを開催するなど、他国赤十字との協力関係を築いた。
1991年（平成3年）同社副社長、（兼）学校法人日本赤十字学園理事長に就任。1995年 - 2003年（平成7年 - 15年）の間、国際赤十字常置委員として赤十字国際委員会（ICRC）や各国赤十字社とともに世界の赤十字活動においてリーダーシップを発揮した。引き続き国内外の災害救護活動、医療事業、血液事業、社会福祉事業、青少年赤十字活動、救急法等講習普及事業を進める他、看護師の養成のための赤十字看護大学の設立や修士課程・博士課程の創設により看護教育の向上に積極的に関与した。
2005年（平成17年）4月より社長に就任。内閣総理大臣を囲む各関係大臣との中央防災会議や地雷廃絶日本キャンペーンなどの委員として、国内おける数多くの団体に関わり、人道支援活動の普及に貢献。同年11月、187か国が加盟しているIFRCの副会長に選出され就任（兼務）。
2009年（平成21年）11月にアジア地域出身者で初の国際赤十字・赤新月社連盟（IFRC）会長に就任（任期は4年）。
IFRC会長就任2年目の2011年（平成23年）3月11日に東日本大震災が発生し、3月13日には自ら被災各地に出向いた。全国から集まった日本赤十字社救護班ら（約7000人）の活動がマスメディアを通じて各国赤十字・赤新月社に発信され、およそ100か国の赤十字・赤新月社から日本赤十字社の活動（東日本被災地の救援並びに復興支援）が支援された。

### 年譜
- 1964年（昭和39年）12月 - 日本赤十字社入社、本社外事部勤務
- 1972年（昭和47年）9月 - 国際赤十字・赤新月社連盟（在ジュネーブ、IFRC）勤務
- 1976年（昭和51年）2月 - 日本赤十字社外事部第二課長
- 1981年（昭和56年）4月 - 在ジュネーブ赤十字・赤新月社連盟災害対策部長
- 1985年（昭和60年）7月 - 日本赤十字社外事部次長
- 1988年（昭和63年）5月 - 日本赤十字社社会部長
- 1988年（昭和63年）8月 - 日本赤十字社社会部長兼外事部長
- 1989年（昭和64年）1月 - 日本赤十字社外事部長
- 1991年（平成3年）4月 - 日本赤十字社副社長兼学校法人日本赤十字学園理事長
- 1995年（平成7年）11月 - 国際赤十字赤新月常置委員会（ICRC）委員
- 2005年（平成17年）4月 - 日本赤十字社社長
- 2005年（平成17年）11月 - 国際赤十字・赤新月社連盟副会長
- 2009年（平成21年）11月 - 国際赤十字・赤新月社連盟会長[4]
- 2018年（平成30年）4月 - 旭日大綬章受章[5]
- 2019年（令和元年）7月 - 日本赤十字社名誉社長[6]
- 2021年（令和3年）12月 - 第26回アンリー・デュナン記章受章[7]

### 著作
- 『近衞忠煇 人道に生きる』、聞き手・構成沖村豪（読売新聞編集委員）

中央公論新社、2024年5月。ISBN 978-4120057830

## 家族・親族

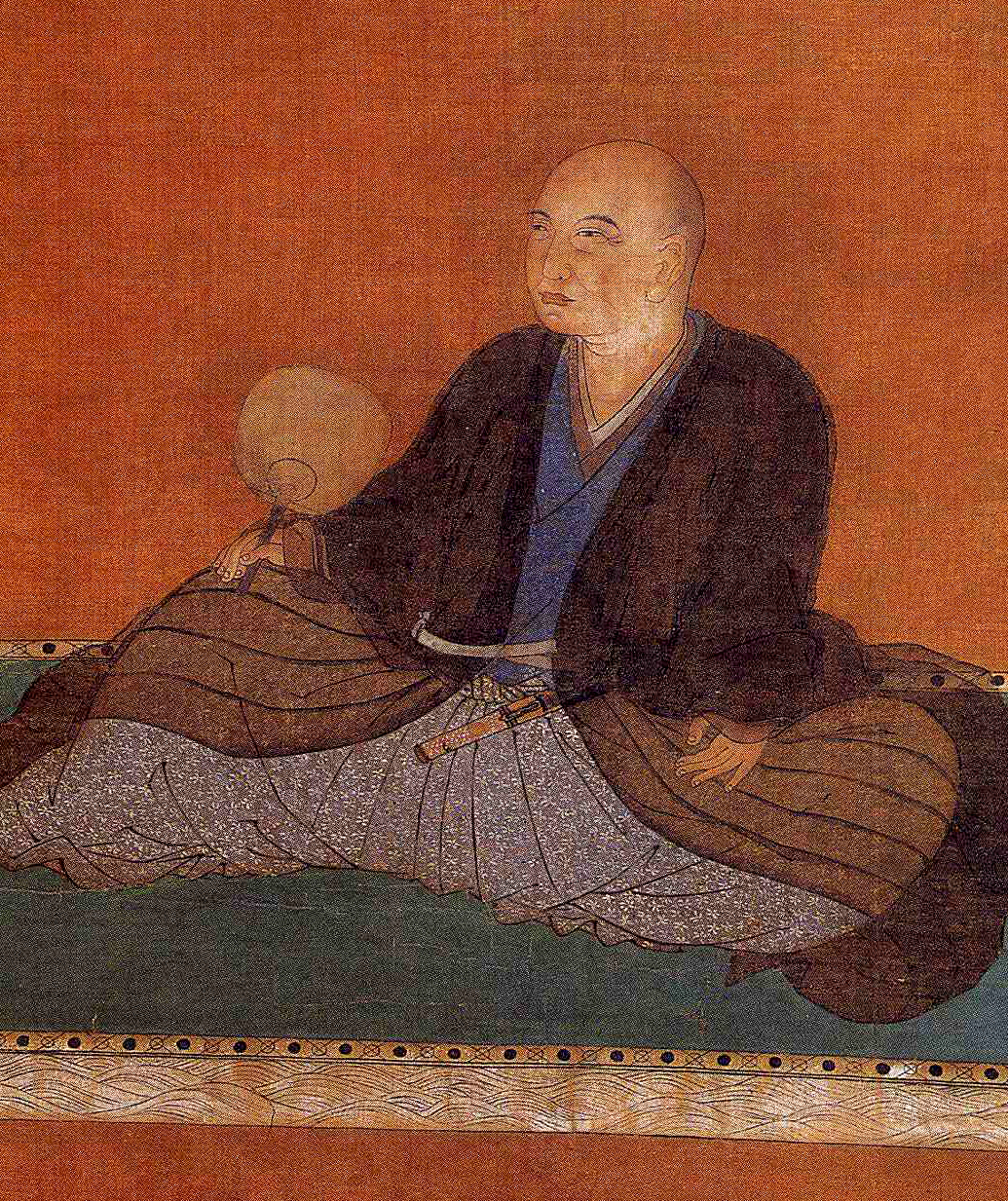
祖先の細川幽斎

細川氏は足利氏の支流で本姓は源氏。河内源氏の棟梁として知られる鎮守府将軍源義家の子、源義国の庶長子、矢田義清の子、広沢義実の次男である細川義季を祖とする。ただし江戸時代に熊本藩主となった細川家は、佐々木源氏庶流大原氏出身の政誠が細川姓を名乗ったことに由来しており、足利氏流の細川氏との血縁関係はない。肥後熊本藩主の近世初期の文化人武将として知られる細川藤孝（細川幽斎）を祖とし、その子の細川忠興を初代藩主とする。藤孝は幕臣・三淵氏の出身で政誠の孫・細川晴広の養子となり、子の忠興は一族である奥州家の養子に入ったこともある。忠興の妻はオペラなどで知られる細川ガラシャであり、忠煇は系図上の子孫に当たるが、養子を挟んだためにガラシャの直系子孫ではない。ガラシャの血を引く遠い親戚には評論家の細川隆一郎（細川忠興・ガラシャ夫妻の嫡男だった細川忠隆（のちに廃嫡）の子孫）やその娘珠代、珠代の息子である片平凌悟がいる。熊本藩主家は明治期には華族・侯爵家となった。なお養子を男系親族からのみ迎えており、源義家以来、男系で続いている。
父の細川護貞は、公爵近衛文麿の次女・温子を最初の夫人とし、第二次近衛文麿内閣時代には内閣総理大臣秘書官を務めた。従って忠煇は近衛文麿の孫に当たる。なお、温子の母方の祖父である子爵毛利高範は熊本藩の分家である宇土藩細川家からの養子（最後の藩主・細川行真の次男）である。この縁で忠煇は近衛家を相続した。異母妹の明子は表千家家元の十四世千宗左而妙斎に嫁いでいる。
同じく内閣総理大臣を務めた麻生太郎の妹は寬仁親王妃信子であり、忠煇の夫人近衞甯子の義妹にあたる。
そのほかにも遠縁の著名人が多数いるが、下記では近衛忠煇の親族に該当する者のみを記載する。括弧内は続柄、ハイフン以降は代表的な役職を示す。
- 近衛忠房（高祖父） - 国事御用掛
- 近衛忠煕（高祖父） - 公卿、近衛忠房の長男・近衛篤麿の養父
- 池田章政（高祖父） - 岡山藩藩主
- 前田慶寧（高祖父） - 加賀藩藩主
- 細川行真（高祖父） - 宇土藩藩主
- 毛利高謙（高祖父） - 佐伯藩藩主、毛利高範の養父
- 細川護久（曾祖父） - 熊本藩藩知事、白川県知事、貴族院議員
- 池田詮政（曾祖父） - 貴族院議員
- 近衛篤麿（曾祖父） - 貴族院議長
- 毛利高範（曾祖父） - 貴族院議員、細川護立の再従兄弟
- 細川護立（祖父） - 貴族院議員
- 近衛文麿（祖父） - 貴族院議長、内閣総理大臣
- 細川護成（大伯父） - 貴族院議員
- 近衛秀麿（大叔父） - 指揮者、貴族院議員、日本芸術院会員
- 細川護貞（父） - 内閣総理大臣秘書官
- 近衛文隆（伯父） - 陸軍軍人
- 近衛通隆（叔父） - 東京大学史料編纂所教授
- 南部利英（従伯父） - 貴族院議員
- 博義王妃朝子（従伯母） - 旧皇族
- 春仁王妃直子（従伯母） - 旧皇族
- 細川護熙（兄） - 政治家・陶芸家。内閣総理大臣
- 近衛甯子（妻） - 元皇族
- 近衛忠大（長男） - 映像作家
- 細川護光（甥） - 陶芸家[8]
- 十四世千宗左（義弟） - 表千家十四世家元
- 南部利昭（再従兄） - 靖國神社宮司
- 伏見宮博明王（再従兄） - 旧皇族、モービル石油顧問
- 水谷川優子（再従妹） - チェリスト